# Бретне
Бретне (фр. Brethenay) насеље је и општина у североисточној Француској у региону Шампањ-Арден, у департману Горња Марна која припада префектури Шомон.
По подацима из 2011. године у општини је живело 376 становника, а густина насељености је износила 42,53 становника/km². Општина се простире на површини од 8,84 km². Налази се на средњој надморској висини од 303 метара.

## Демографија
| 1962. | 1968. | 1975. | 1982. | 1990. | 1999. | 2011. |
| ----- | ----- | ----- | ----- | ----- | ----- | ----- |
| 140   | 159   | 164   | 344   | 378   | 372   | 376   |

График промене броја становника у току последњих година